# Diviserunt sibi vestimenta mea
La locuzione latina Diviserunt sibi vestimenta mea, tradotta letteralmente, significa si sono divise le mie vesti è tratta dal Salmo 22 nella traduzione latina della Vulgata.
Allusione alle vesti del Redentore che, alla sua morte, furono sorteggiate fra i soldati sotto la croce.
La frase si adopera, nell'uso comune, per indicare spoliazioni o ruberie di cui qualcuno è stato vittima, quasi per dire: "Mi hanno rubato anche la camicia"!
Nella liturgia viene cantata oltre che come parte del Salmo 22, anche come antifona nell'Ufficio delle Tenebre per il Venerdì Santo: ℣ Diviserunt sibi vestimenta mea. ℟ Et super vestem meam miserunt sortem.